# Congresul Partidului Comunist al Uniunii Sovietice
Congresul Partidului Comunist al Uniunii Sovietice era cea mai înaltă instanță de conducere a Partidului Comunist (și a predecesorilor lui). De-a lungul istoriei, numele s-a schimbat în conformitate cu schimbarea numelui partidului. Frecvența întrunirii congresului a variat. Astfel, în deceniul al treilea al secolului trecut, erau convocate congrese anuale, pentru ca în perioada 1939 – 1952 să nu mai fie ținut nici o astfel de întrunire. După moartea lui Stalin, congresele au fost ținute la fiecare cinci ani. 
Primul congres al Partidului Social Democrat al Muncii din Rusia a fost ținut în 1898 în Minsk – Imperiul Rus (azi Belarus). Al doilea congres (ținut în Belgia) a dus la ruptura dintre cele două facțiuni, bolșevică și menșevică, ceea ce a dus la formarea a două partide de sine-stătătoare. 
Cel puțin din punct de vedere teoretic, Congresul era organul suprem de conducere al Partidului. Între congrese, partidul era condus de Comitetul Central, abreviat în limba rusă ЦК, ("Țeka").
De-a luncul timpului, CC al PCUS a devenit o simplă mașină de vot pentru aprobarea hotăririlor CC-ului, un organ de propagandă și de diseminare a deciziilor ale Biroului Politic (Prezidiumul, între 1952 și 1966). 
Pentru mai multe amănunte consultați și: Organizarea Partidului Comunist al Uniunii Sovietice

## Lista Congreselor Partidului Comunist al URSS
| Numărul curent   | Data                                        | Locație                                 | Observații |  |
| ---------------- | ------------------------------------------- | --------------------------------------- | --- |  |
| 1                | 1-3 (14-16) martie 1898                     | Minsk, Imperiul Rus                     | Congresul de înființare a PSDMR                                                                                              |  |
| 2                | 17 (30) iulie - 10 (23) august 1903         | Brussel, Belgia și Londra, Regatul Unit | Apariția facțiunilor bolșevicilor și menșevicilor.                                                                           |  |
| 3                | 12-27 aprilie (25 aprilie - 10 mai) 1905    | Londra, Anglia                          | participă doar bolșevicii |  |
| 4 ("Unificarea") | 10-25 aprilie [23 aprilie - 8 mai] 1906     | Stockholm, Suedia                       | Reunificarea celor două facțiuni, rămase însă active în același partid                                                       |  |
| 5                | 30 aprilie - 19 mai (13 mai - 1 iunie] 1907 | Londra, Anglia                          | Bolșevicii și menșevicii sunt încă împreună                                                                                  |  |
| 6                | 26 iulie - 3 august (8-16 august] 1917      | Petrograd, Republica Rusă               | Congres semi-legal, ținut între două revoluții. Bolșevicii s-au unit cu mejraionțî și s-au despărțit definitiv de menșevici. |  |
| 7 (Extraordinar) | 6-8 martie 1918                             | Moscova, RSFS Rusă                      | Partidul adoptă noua titulatură Partidul Comunist Rus (bolșevicii)                                                           |  |
| 8                | 18-23 martie 1919                           | Moscova, RSFS Rusă                      | |  |
| 9                | 29 martie - 5 aprilie 1920                  | Moscova, RSFS Rusă                      | |  |
| 10               | 8-16 martie 1921                            | Moscova, RSFS Rusă                      | Facțiunile interne ale partidului sunt interzise printr-o rezoluție secretă                                                  |  |
| 11               | 27 martie - 2 aprilie 1922                  | Moscova, RSFS Rusă                      | |  |
| 12               | 17-25 aprilie 1923                          | Moscova, URSS                           | |  |
| 13               | 23-31 mai 1924                              | Moscova, URSS                           | Primul congres ținut după moartea lui Lenin                                                                                  |  |
| 14               | 18-31 decembrie 1925                        | Moscova, URSS                           | Partidul își schimbă numele în Partidul Comunist Unional (bolșevicii)                                                        |  |
| 15               | 2-19 decembrie 1927                         | Moscova, URSS                           | Puterea lui Stalin crește prin excluderea troțkiștilor                                                                       |  |
| 16               | 26 iunie - 13 iulie 1930                    | Moscova, URSS                           | |  |
| 17               | 26 ianuarie - 10 februarie 1934             | Moscova, URSS                           | Votul pentru Politburo: Kirov cel mai popular membru, Stalin cel mai impopular.                                              |  |
| 18               | 10-21 martie 1939                           | Moscova, URSS                           | Primul congres al epurărilor staliniste.                                                                                     |  |
| 19               | 5-14 octombrie 1952                         | Moscova, URSS                           | Redenumirea partidului ca Partidul Comunist al Uniunii Sovietice. Ultimul congres stalinist                                  |  |
| 20               | 14-25 februarie 1956                        | Moscova, URSS                           | Hrușciov ține Discursul secret prin care denunță stalinismul                                                                 |  |
| 21               | 27 ianuarie - 5 februarie 1959              | Moscova, URSS                           | |  |
| 22               | 17-31 octombrie 1961                        | Moscova, URSS                           | |  |
| 23               | 29 martie - 8 aprilie 1966                  | Moscova, URSS                           | |  |
| 24               | 30 martie - 9 aprilie 1971                  | Moscova, URSS                           | |  |
| 25               | 24 februarie - 5 martie 1976                | Moscova, URSS                           | |  |
| 26               | 23 februarie - 3 martie 1981                | Moscova, URSS                           | |  |
| 27               | 25 februarie - 6 martie 1986                | Moscova, URSS                           | |  |
| 28               | 2-13 iulie 1990                             | Moscova, URSS                           | Prin statut, Partidul Comunist renunță în mod oficial la monopolul putrerii                                                  |  |

## Notă
Datele la care s-au desfășurat primele 6 congrese sunt exprimate pe stil nou, respectiv stil vechi (în paranteze).